# Gondwanagaricites
Gondwanagaricites is een monotypisch geslacht van schimmels. Het geslacht is nog niet met zekerheid in een familie ingedeeld (Incertae sedis). Het geslacht bevat alleen Gondwanagaricites magnificus. Dit is een fossiele plaatjeszwam die in 2017 werd ontdekt in Brazilië. Deze soort leefde naar schatting 115 miljoen jaar geleden.